# Bo Cavefors
Bo Sigge Cavefors, ursprungligen Carlsson, född 14 november 1935 i Stora Kopparbergs församling, Falun,  död 16 oktober 2018 i Sankt Johannes distrikt i Malmö, var en svensk författare och förläggare. På senare år har namnet skrivits Bo I. Cavefors, där initialen står för Ignatius.

## Biografi
Sedan 1952 medarbetade Cavefors framför allt i svenska tidningar (Kvällsposten, Svenska Dagbladet, LO-tidningen, m.fl.) och tidskrifter med artiklar om litteratur, konst, teater och politik.
Cavefors drev bokförlaget Bo Cavefors bokförlag i Lund 1959–1982 och Verlag Bo Cavefors i Zürich 1974–1985. På 1990-talet startade han den kristet-konservativa stridstidningen Svarta Fanor. Merparten av tidskriftens material tillsammans med tidigare opublicerat gavs ut i bokform i början av 2000-talet i bokserien Svarta Fanor.
År 2004 invigdes Caveforssamlingen vid Språk- och litteraturcentrum i Lund, en fullständig samling av de titlar som utgavs på Cavefors förlag, och 2010 fick Lunds universitetsbibliotek och centret genom en donation allt övrigt personligt material och förlagsmaterial samt upphovsrättigheterna till Cavefors egen produktion. Cavefors släktarkiv samt hans privatarkiv, inkluderande kartusianskt material och delar av brevväxlingar med Jesu Sällskap, finns i Malmö stadsarkiv.
Cavefors har under många år blivit konstnärligt dokumenterad och filmad av Lena Mattsson, vilket bland annat resulterat i  filmerna: I betraktarens öga (2014), Den kulturelle onanisten (2015) och In the Shadow of Truth (2017).
Cavefors hade en oortodox personlighet där många uppfattade hans politiska hemvist som vänster medan han egentligen var katolik och ultrakonservativ. Själv betecknade sig Cavefors som konservativ anarkist.